# فالس جونيور
فالس جونيور (14 فبراير 1987 في برازيليا في البرازيل – )؛ هو لاعب كرة قدم كان يلعب كمهاجم.

## وصلات خارجية
- فالس جونيور على موقع رابطة كرة القدم اليابانية للمحترفين (اليابانية)
- فالس جونيور على موقع قاعدة بيانات كرة القدم.إي يو (الإنجليزية)
- فالس جونيور على موقع Soccerway.com (الإنجليزية)
- فالس جونيور على موقع عالم كرة القدم.نت (الإنجليزية)